# Erasmus Grasser
Erasmus Grasser (Schmidmühlen, Beieren, circa 1450 - München, 1518) was in de vroege 16e eeuw een vooraanstaand Duits beeldhouwer en houtsnijder. Zijn werk omvat zowel religieuze als wereldlijke kunst. Ook was hij een veelgevraagd bouwmeester.
De realistische en levendige stijl van zijn werk bouwt voort op dat van de invloedrijke Nederlandse beeldhouwer Nikolaus Gerhaert (ca. 1420-1473) uit Leiden, wiens werk hij in zijn jonge jaren leerde kennen.
Grasser kwam omstreeks 1472 naar München, na afloop van zijn jaren als gezel en het behalen van zijn meesterstitel. Het plaatselijke gilde van schilders, snijders, wevers en glasblazers vond hem echter een "vnfridlicher, verworner und arcklistiger Knecht", een onvriendelijke, verwaande en arglistige onderdeur. Zijn uitzonderlijke talent bezorgde hem alsnog zijn lidmaatschap in 1480.

## Beeldhouwer
Het meest bekend van zijn hand zijn de beelden van dansende moresken die hij in 1480 maakte voor de opluistering van de feestzaal in wat nu het Altes Rathaus van München heet. Deze beelden, gesneden uit lindenhout en in hoogte variërend van 61 tot 81,5 centimeter, tonen vrolijke figuren in uitbundige narrenkostuums die zich heftig in allerlei spastische bochten wringen. De kunstenaar heeft mogelijk enige tijd bij een groep rondtrekkende moresken doorgebracht, gezien de grondige bestudering en correcte uitvoering van de vele details en de algehele menselijke anatomie. De beelden maakten hem waarschijnlijk in een klap beroemd bij potentiële opdrachtgevers. Oorspronkelijk moeten er zestien beelden geweest zijn; het is opvallend dat een vrouwelijke figuur ontbreekt, omdat zij traditioneel bij moreskendansen centraal staat. Restauraties vonden plaats in 1726 en 1887, maar van zes beelden zijn geen heldere sporen nagelaten. In 1928 werden de resterende tien beelden vervangen door kopieën, de originele beelden verhuisden naar veiliger oorden in de conserveringsateliers van het nationale museum van Beieren, en vormen sinds 1931 de topstukken in de collectie van het Münchner Stadtmuseum.
Dat überhaupt de naam van de schepper bekend is, kan uitzonderlijk heten voor kunst uit deze periode. De verklaring hiervoor moet zijn dat Grasser ook bekend is geworden als architect, en een aantekening van een kwitantie in het Münchener Stadtkammerbuch gedateerd Sint Maria 14 augustus 1480, die luidt: "Item einhundert Pfund vier Schilling zahlt Meister Erasm snitzer von 16 Pilden Maruschka Tantz geschnitten für 172 Gulden Rheinisch zu Schilling auf das Tantzhaus".

In een zijkapel van de Peterskirche in München bouwde hij een roodmarmeren grafmonument voor Doktor Ulrich Aresinger, het enige werk dat hij voorzag van een signatuur en een datum: "Den stain hat gehauen Maister Erasm grasser 1482".
Voor diezelfde kerk, mogelijk de oudste van de stad, schiep hij omstreeks 1500 een levensgroot beeld van een zittende Sint-Petrus. Ook ontwierp hij een hoogaltaar, dat echter bij een verbouwing in de 18e eeuw vrijwel verloren ging.
In de Frauenkirche, de zetel van de aartsbisschop van München en Freising, voltooide hij in 1502 een eikenhouten koorgestoelte met 170 figuren, waarvan er 128 de eeuwen hebben overleefd of voldoende zijn gedocumenteerd om te worden gereconstrueerd, hetgeen in recente jaren is gebeurd. Veel van de oud- en nieuwtestamentische figuren, kerkvaders en beschermheiligen zijn van zijn eigen hand. De pausen en bisschoppen werden gesneden door leerlingen in zijn werkplaats.
Tussen 1502 en 1506 bouwde hij het veelgeprezen hoogaltaar van de kerk in Reichersdorf in Nußdorf ob der Traisen in Oostenrijk. Ook geroemd om zijn elegantie en expressieve kracht is het Mariabeeld in de Klosterkirche Mariä Geburt in Rottenbuch in Beieren. Zijn werk is ook te zien in Freising en in vele andere kerken in en rond München.

## Bouwmeester
Erasmus Grasser werd in 1484 door landsheer en Fürstabt van Sankt Gallen Ulrich Rösch aangesteld als bouwmeester van het kloostergebouw van Mariaberg in Rorschach aan de Bodensee. De eerste steen werd gelegd in 1487. Het voormalige klooster heeft een roerige geschiedenis gekend en herbergt sinds 2002 een pedagogische hogeschool. Welke delen nog aan Grasser kunnen worden toegeschreven, is omstreden onder Grasservorsers. Toch geldt het bouwwerk als een van de best bewaarde voorbeelden van de late gotiek in Zwitserland. Ook wordt hij genoemd als bouwmeester in dienst van kloosters bij de Tegernsee, in Weyarn en op andere plaatsen.
Behalve over artistieke en bouwkundige talenten beschikte Grasser ook over affiniteit met weg- en waterbouw. Hij werd benoemd tot "Sachverständiger für Wasserbau der Stadt München" en werkte tussen 1498 en 1512 aan de afdamming van een saline, een kunstmatig meer ten behoeve van zoutwinning, in Bad Reichenhall. In 1507 werd hij door hertog Albrecht IV benoemd tot "Erster Bau- und Werkmeister des Salzbrunnens von Reichenhall" met een salaris van "80 Gulden" per jaar en gastvrij diner aan het hertogelijk hof. Hij ontwierp een diepe schacht bij de bron, een ondergronds kanaal van 140 meter lang en verschillende bouwwerken. Deze constructie werd later nog uitgebreid en heeft gefunctioneerd tot een brand in 1834 een groot deel van de stad verwoestte. Wel is er veel bronnenmateriaal vanaf 1498 bewaard, waarin de vakkundigheid van de bouwers wordt benadrukt.
Na 1512 had Grasser zitting in het stadsbestuur van München.

## Erfenis
Rond 1477 trad Grasser in het huwelijk met Dorothea Kaltenprunner uit Ebertshausen. Over eventuele kinderen is niets bekend.
Erasmus Grasser stierf in München in 1518 als de rijkste burger van de stad met een nalatenschap van 2236 Pfennige en een onschatbare bijdrage aan het cultureel erfgoed. Hij werd begraven op een prominente plaats in het St. Salvator-Friedhof naast de Frauenkirche.
Een voormalige landbouw- en nijverheidshogeschool in München, opgericht in 1833, besloot enkele jaren terug tot een naamswijziging van het inmiddels op natuurwetenschappen en technologie georiënteerde stedelijk gymnasium. Na een erestrijd met Copernicus, Johannes Kepler, Joseph von Fraunhofer en Werner von Siemens gaf Grasser zijn naam aan het plaatselijke Erasmus-Grasser-Gymnasium.

- Bibliothèque nationale de France: cb124838988 (data)
- Gemeinsame Normdatei: 118541595
- Historisch woordenboek van Zwitserland: 018347
- International Standard Name Identifier: 0000 0000 2927 8357
- Library of Congress Control Number: n85071518
- Nationale Bibliotheek van Letland: 000214185
- Nationale Bibliotheek van Tsjechië: xx0162632
- RKD-Nederlands Instituut voor Kunstgeschiedenis: 114436
- Système universitaire de documentation: 075957515
- Union List of Artist Names: 500066892
- Virtual International Authority File: 54939955
- WorldCat: E39PBJh8Vf4rHkhYhCW3btjV4q